# Zapiekanka

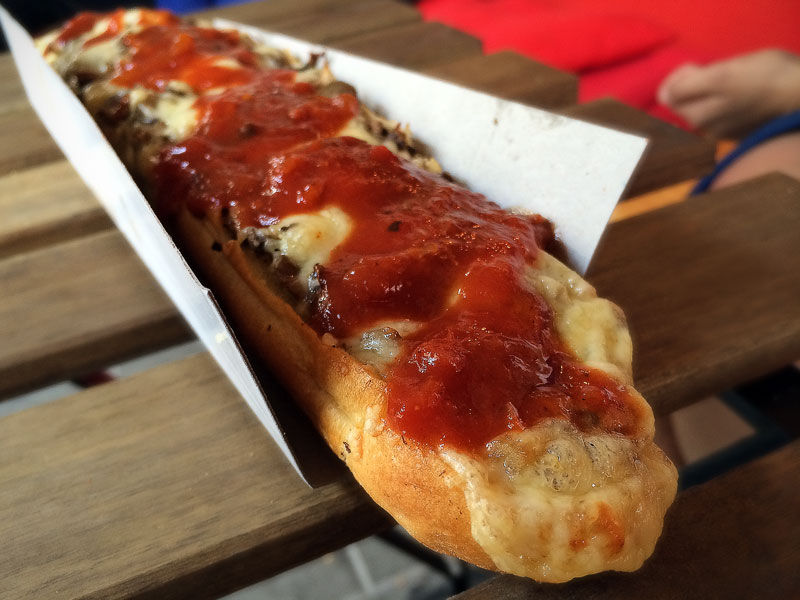
Zapiekanka.

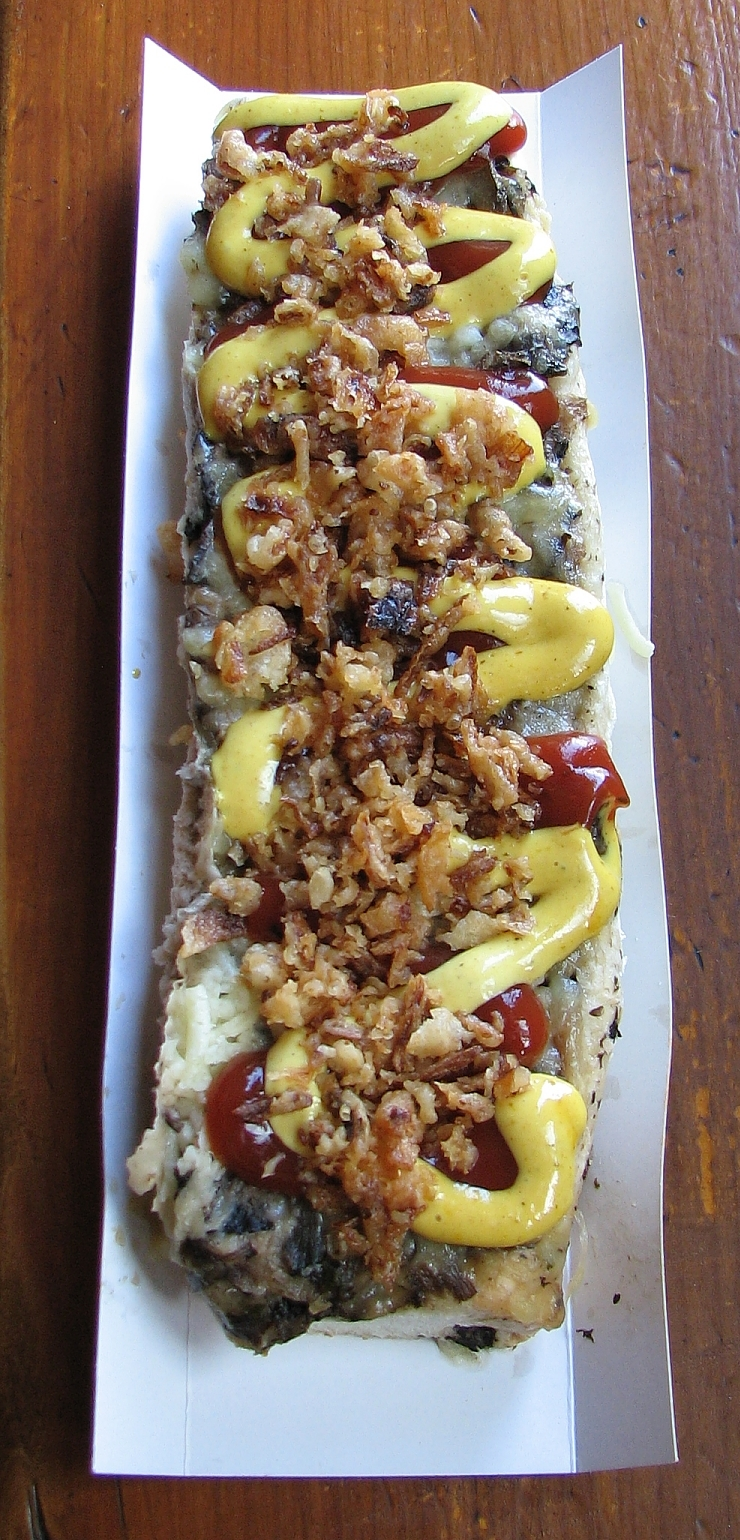
Zapiekanka, restauration rapide.

La zapiekanka (en français « casserole » ou « gratiné ») est une sorte de demi-baguette de 20 à 50 cm de long recouverte de champignons, de fromage et de légumes.
Il existe des variantes comme la hawaïenne à l’ananas, la grecque aux olives et à la feta…
La zapiekanka est souvent mangée avec du ketchup et de la ciboulette. Bon marché et vendue en pleine rue, elle fait partie de la restauration rapide polonaise. 